# Pavol Mikulík
Pavol Mikulík (2. března 1944, Prešov – 27. listopadu 2007, Bratislava) byl slovenský herec. Patřil k nejvíce obsazovaným slovenským hercům. Jeho bratr Peter je režisér a herec.

## Život
Od dětství účinkoval v rozhlasových inscenacích a ve Slovenském národním divadle hostoval již během studia. V roce 1965 absolvoval studium na VŠMU. Od roku 1969 do jeho úředního uzavření v roce 1971 působil v Divadle na Korze.
Mezi jeho nejznámější filmové postavy patří role rychtáře v úspěšné pohádce Perinbaba (1985). Věnoval se i pedagogické činnosti, v roce 1990 byl prorektorem na bratislavské VŠMU.
V roce 1993 překonal mozkovou mrtvici ale zůstal upoután na invalidní vozík. O několik let se stal prvním obyvatelem petržalského penzionu Leberfinger, který zrekonstruoval jeho někdejší kolega Ľubomír Roman.
V roce 2000 se vrátil na jeviště v představení Na konci hry, za ztvárnění hlavního hrdiny dostal ocenění Krištáľové krídlo. Zemřel v roce 2007 na selhání srdce.